# Trichopalpus fraterna
Trichopalpus fraterna är en tvåvingeart som först beskrevs av Johann Wilhelm Meigen 1826.  Trichopalpus fraterna ingår i släktet Trichopalpus och familjen kolvflugor. Inga underarter finns listade i Catalogue of Life.